# Instrument de corda pinçada

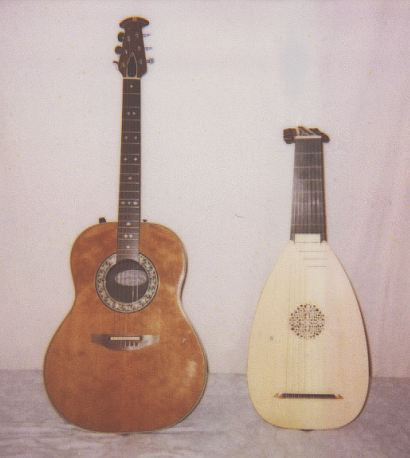
Guitarra i llaüt

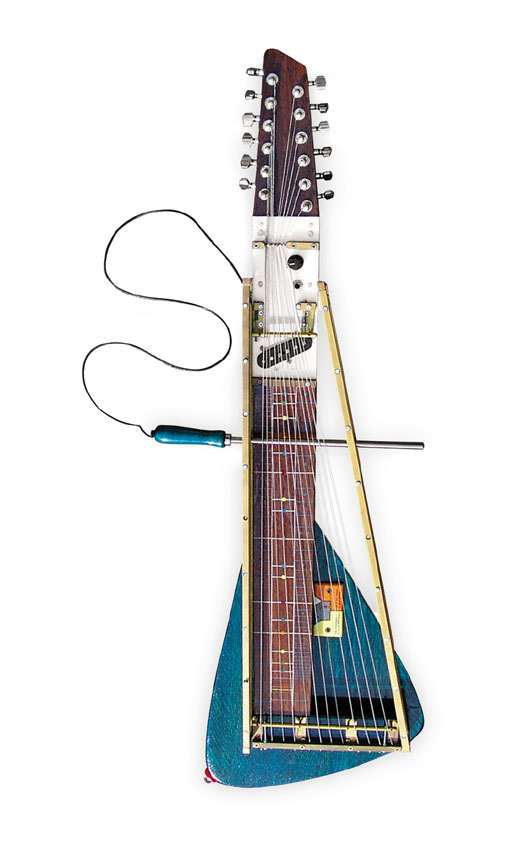
Moodswinger, 2006, Yuri Landman

Els Instruments de corda pinçada o també anomenats de corda polsada, configuren una subcategoria dins dels instruments de corda.
Els instruments de corda pinçada tenen en comú la manera de produir el so (sigui per pulsació o pinçament de les cordes), sinó també pels elements de la seva configuració, com ara la subjecció de les cordes entre les clavilles i un travesser (adherit a la tapa) que fa les funcions de pontet, la presència de trasts (també anomenats tons) en el mànec, etc.
Segons l'estructura de l'instrument es poden classificar en:
- Instruments de la família dels llaüts, dotats d'una caixa de ressonància i un mànec sobre el qual es disposen les cordes en un pla paral·lel al de la caixa de ressonància. Entre ells hi ha la bandúrria, bandurrino o bandurrí, el llaudí o sonora, el llaüt, l'arxillaüt la família de les mandolines, el buzuki, el saz o baglama, l'ud, etc.

- Instruments de la família de les cítares.

- Instruments de la família de les arpes.

Segons la forma d'execució, es poden classificar en:
- Instruments polsats directament amb els dits.

- Instruments polsats amb un plectre.

Segon la disposició de les cordes es distingeix entre els que tenen cordes simples i els de cordes dobles, és a dir, les cordes disposades per parelles que tenen una afinació idèntica.